# Route nationale 43b
Pour les articles homonymes, voir Route nationale 43 et Route 43.
La route nationale 43b, ou RN 43b, était une route nationale française reliant Aire-sur-la-Lys à Morbecque. À la suite de la réforme de 1972, elle a été déclassée en RD 157 dans le Pas-de-Calais et en RD 943b dans le Nord.

## Ancien tracé d'Aire-sur-la-Lys à Morbecque (D 157 & D 943b)
Les communes traversées étaient :
- Aire-sur-la-Lys ;
- Boëseghem ;
- Steenbecque ;
- Morbecque.